# Stora Burgöl
Stora Burgöl är en sjö i Åtvidabergs kommun i Småland och ingår i Vindåns huvudavrinningsområde.